# Bengal Vinto
Bengal Vinto (auch Vingal Vinto) ist eine Ortschaft im Departamento Oruro im Hochland des südamerikanischen Anden-Staates Bolivien.

## Lage im Nahraum
Bengal Vinto ist zentraler Ort des Kanton Bengal Vinto im Municipio Pampa Aullagas in der Provinz Ladislao Cabrera. Die Ortschaft liegt auf einer Höhe von 3701 m sechs Kilometer westlich des Río Márquez, der zwölf Kilometer flussabwärts in den Poopó-See mündet.

## Geographie
Bengal Vinto liegt südlich des Poopó-Sees am östlichen Rand des bolivianischen Altiplano vor der Cordillera Azanaques, die ein Teil der Gebirgskette der Cordillera Central ist. Das Klima ist ein typisches Tageszeitenklima, bei dem die täglichen Temperaturschwankungen stärker ausfallen als die mittleren Schwankungen zwischen den Jahreszeiten.
Die Jahresdurchschnittstemperatur der Region liegt bei knapp 9 °C (siehe Klimadiagramm Pampa Aullagas) und schwankt zwischen 4 °C im Juni und Juli und 11 °C in den Sommermonaten von November bis März. Der Jahresniederschlag beträgt weniger als 300 mm, bei einer ausgeprägten Trockenzeit von April bis November mit Monatsniederschlägen unter 15 mm, und einem Höchstwert von 75 mm im Januar.

## Verkehrsnetz
Bengal Vinto liegt in einer Entfernung von 180 Straßenkilometern südlich von Oruro, der Hauptstadt des Departamento.
Von Oruro aus führt die Nationalstraße Ruta 1 nach Süden und erreicht nach 53 Kilometern die Stadt Poopó und nach weiteren 63 Kilometern die Ortschaft Challapata. Von hier aus führt die Ruta 30 weitere 30 Kilometer über Santiago de Huari nach Süden. Nach Überquerung eines Flusslaufs biegt eine unbefestigte Landstraße nach Südwesten ab und führt nach 19 Kilometern nach Santuario de Quillacas. Die Straße führt dann weiter in südwestlicher Richtung über Bengal Vinto nach Salinas de Garcí Mendoza und dem Salzsee Salar de Uyuni.

## Bevölkerung
Die Einwohnerzahl der Ortschaft ist im vergangenen Jahrzehnt um etwa die Hälfte angestiegen:
| Jahr | Einwohner         | Quelle       |
| ---- | ----------------- | ------------ |
| 1992 | keine Detaildaten | Volkszählung |
| 2001 | 237               | Volkszählung |
| 2012 | 351               | Volkszählung |
| 2024 |                   | Volkszählung |

Die Region weist einen hohen Anteil an Aymara-Bevölkerung auf, im Municipio Pampa Aullagas sprechen 81,2 Prozent der Bevölkerung die Aymara-Sprache.